# Wartburg (Zuid-Afrika)
Wartburg is een klein dorp in de provincie KwaZoeloe-Natal in Zuid-Afrika. Het ligt 30 kilometer ten noordoosten van Pietermaritzburg, in een gebied dat bekendstaat om de suikerrietteelt.

## Geschiedenis
Wartburg werd in de 19e eeuw gesticht door Duitse immigranten uit de omgeving van Hannover. Het ging hierbij vooral om werklozen en de tweede zoons van gezinnen, omdat die volgens het toenmalige Nedersaksische erfrecht geen aanspraak hadden op de boerderij van de ouders. In Natal kregen de immigranten daarentegen grote landgoederen toebedeeld, waardoor de Duitse gemeenschap snel groeide. Er werden twee lutherse kerken gebouwd, die tot op de dag van vandaag te bezichtigen zijn.

## Cultuur
De huidige bewoners zijn nog steeds grotendeels nazaten van de Duitse immigranten, inmiddels de zevende generatie. Een groot deel van hen spreekt nog steeds Duits. In het centrum van Wartburg ligt de Wartburger Hof, een Duits café waar typisch Duitse gerechten geserveerd worden en men bier brouwt volgens het Duitse Reinheitsgebot.

## Sport
In 2015 vond de twaalfde editie van de Afrikaanse kampioenschappen wielrennen plaats in en rond de stad.

## Trivia
Wartburg claimt de schoonste plaats van Zuid-Afrika te zijn.